# 比鲁尔
比鲁尔（Birur），是印度卡纳塔克邦Chikmagalur县的一个城镇。总人口22601（2001年）。

## 人口
该地2001年总人口22601人，其中男性11452人，女性11149人；0—6岁人口2379人，其中男1261人，女1118人；识字率69.70%，其中男性为75.82%，女性为63.42%。